# Jan Kjærulff
Jan Kjærulff, född 30 december 1943, död 25 augusti  2006, var en dansk båtkonstruktör som bland annat designat Bianca- och Dynamicbåtarna som till exempel Dynamic 35, samt Nordisk Familjebåt. Jan Kjærulf Yacht gjorde sig känd för att rita snabba men likväl funktionsdugliga båtar.
Kjærulf ritade 1969 Commander 31 och inledde i början av 1970-talet ett designsamarbete med Paul Elvstrøm i företaget Elvstrøm & Kjærulf Yacht Design. Samarbetet ledde till ett antal framgångar för Elfstöm i kappsegling och till flera framgångsrika båtar för nöjesseglare.